# Markt 12 (Neustrelitz)

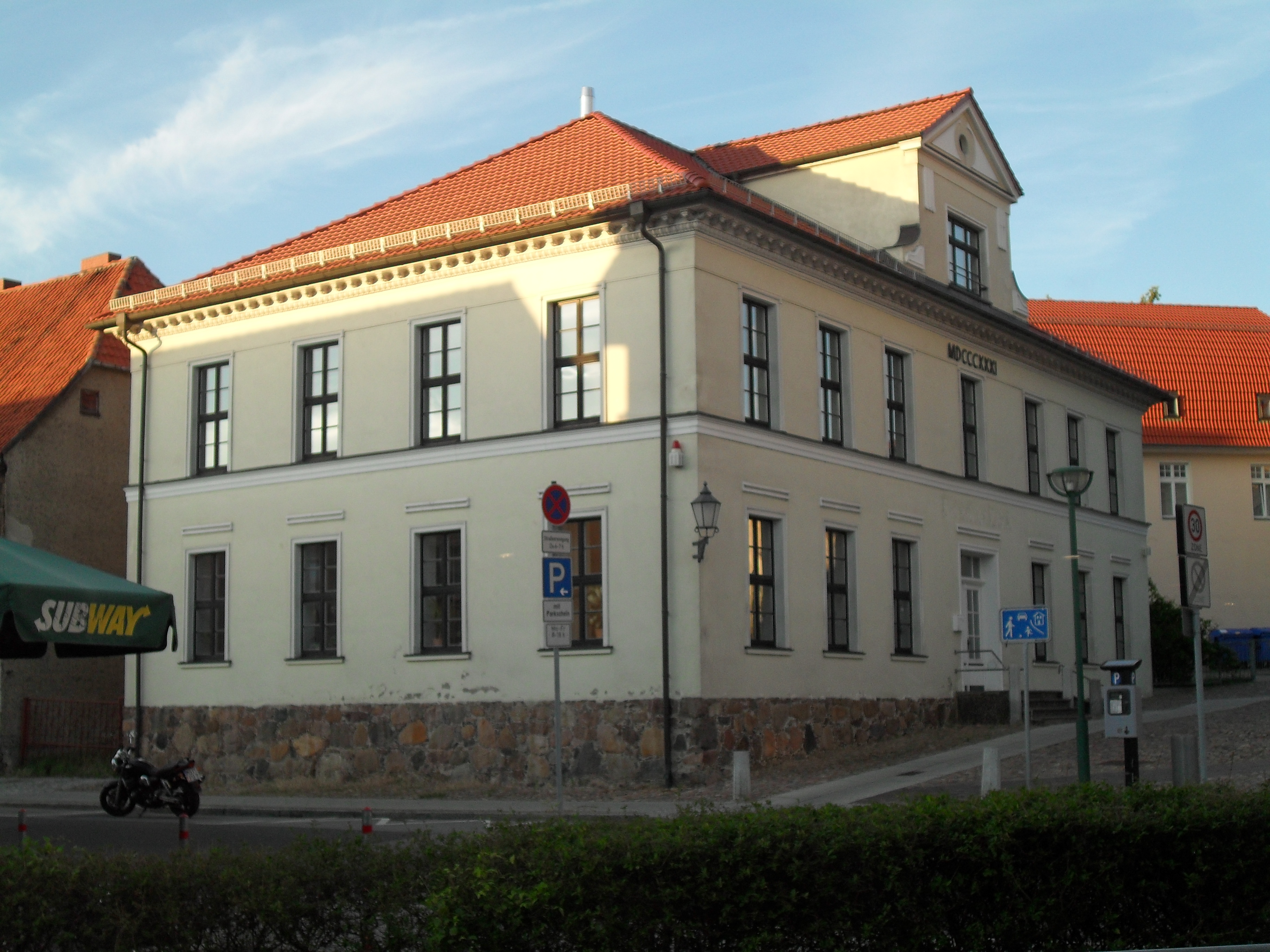
Ehemalige Mädchenschule in der Sassenstraße

Das Gebäude Markt 12 in Neustrelitz (Mecklenburg-Vorpommern) an der Sassenstraße beim Marktplatz wurde für die ehemalige Großherzogliche Höhere Mädchenschule im 19. Jahrhundert gebaut. Hier hat heute das Institut für Sozialforschung und berufliche Weiterbildung (ISBW) seinen Sitz.
Das Gebäude steht unter Denkmalschutz.

## Geschichte
Die Residenzstadt Neustrelitz mit 20.151 Einwohnern (2020) wurde erstmals 1732 erwähnt.
Von 1771 bis 1830 stand hier ein Spritzenhaus.
Das zweigeschossige verputzte klassizistische Gebäude mit einem kräftigen Kraggesims wurde 1831 nach Plänen von Friedrich Wilhelm Buttel gebaut. Die Großherzogliche Höhere Mädchenschule zu Neustrelitz wurde 1807 gegründet und befand sich am Markt hinter der Stadtkirche. Das dann neue Gebäude Markt 12 nutzte die höhere Töchterschule bis um 1911 und zog dann in einen Neubau in der Carlstraße 9 um (heute Evangelische Schule Neustrelitz). Die Schule wurde zu einer Filial-Schule für Bürgermädchen. Das große mittige Dachhaus mit den seitlichen geschweiften Füßen entstand erst am Anfang des 20. Jahrhunderts.
In der DDR-Zeit war hier die Berufsschule und ein Zentrum für die Berufsberatung. 1990/91 bezog die Dresdner Bank das nun sanierte Haus. Seit April 2007 hat das 1991 gegründete ISBW als staatlich anerkannte Einrichtung der Weiterbildung hier ihren Sitz.